# ウルリヒ2世 (ケルンテン公)
ウルリヒ2世（ドイツ語：Ulrich II., 1176年ごろ - 1202年8月10日）は、ケルンテン公（在位：1181年 - 1202年）。1197年の十字軍に参加した。

## 生涯
ウルリヒ2世はケルンテン公ヘルマンの長男である。母アグネスはオーストリア公ハインリヒ2世の娘で、ハンガリー王イシュトヴァーン3世の王妃であった。1181年に父ヘルマンが死去した時、ウルリヒ2世は若年であったため、叔父レオポルト5世が後見人となった。そのため、シュタイアーマルク辺境伯であったオタカール家が断絶が確実となり、1186年にバーベンベルク家による支配を確保するためにレオポルト5世がオットカール4世とゲオルゲンベルク協定を結んだ際には、ウルリヒ2世は身を引かなくてはならなかった。ウルリヒ2世の父方の叔父ピルグリムはアクィレイア総大司教を1195年から1204年までつとめた。1192年、ウルリヒ2世はラヴァントタールのザンクト・パウル修道院に寄進を行った。
1194年にウルリヒ2世は成年に達したため親政を開始し、父と同様にホーエンシュタウフェン家の忠実な支持者となった。1195年に皇帝ハインリヒ6世が十字軍を招集した際、ウルリヒ2世は成年に達したばかりであったが、十字軍への参加を約束した。1197年3月に十字軍は南イタリアおよびシチリアを発った。主艦隊は1197年9月にアッコに到達したが、この十字軍はシドンおよびベイルートの陥落で終わり、1197年10月にハインリヒ6世はメッシーナで熱病のため死去した。ハインリヒ6世の死の知らせを聞いた多くの高位貴族らは、来るべき国王選挙において自らの利益を守るため、ドイツに帰還した。
ウルリヒ2世はドイツに帰還し、1198年のフィリップ・フォン・シュヴァーベンの国王選挙に参加した。しかしウルリヒ2世はその後まもなくして病にかかり、自ら支配することが不可能となり、弟ベルンハルトが摂政となった。1199年3月31日にもウルリヒ2世がザンクト・ゲオルゲン修道院に寄進をした記録が残っている。ゼッカウ修道院の死者名簿によると、ウルリヒ2世は1202年8月12日に死去したという。